# Thiacidas denotata
Thiacidas denotata là một loài bướm đêm trong họ Noctuidae.